# Бенигно Акино III
Бенигно Симеон Кохуанко Акино III (шп. Benigno Simeon Cojuangco Aquino; Манила, 8. фебруар 1960 – 24. јун 2021) био је филипински политичар и бивши, 15. председник Филипина од 30. јуна 2010. до 30. јуна 2016. године.

## Биографија
Рођен је у породици која се већ четврту генерацију бави политиком. Он је син бивше председнице Филипина Коразон Акино и сенатора Бенигна Акина II. Завршио је економију на Универзитету у Манили 1981. године, након чега се придружио својој породици у егзилу у САД. Кући се вратио 1983. године, убрзо након што су припадници режима убили његовог оца и био запослен на више функција у приватном сектору.
Почетком 1990-их срушена је диктатура на Филипинима, а Бенигно је 1998. избран за посланика дистрикта Тарлак у Посланичком дому филипинског парламента. Поновно је био изабран 2001. и 2004. године. Пошто му је 2007. истекао мандат за посланика, изабран је за сенатора у 14. сазиву Конгреса Филипина.
Након смрти његове мајке 2009. године, јавност је почела зазивати Акина да се кандидује за председника. Акино је након тога објавио да се кандидује за председника на изборима који су се одржали 10. маја 2010. године. Конгрес Филипина га је 9. јуна прогласио победником председничких избора. Бенигно Акино положио је заклетву 30. јуна и исти дан започео је његов председнички мандат.
У раним сатима 24. јуна 2021. године, Акино је био хоспитализован у болницу у Кезон Ситију након што је претрпео срачни удар током дијализе. Касније тог дана је умро у сну од дијабетичке нефропатије.